# Carlos Chávez
Pour les articles homonymes, voir Chávez.
Carlos Antonio de Padua Chávez y Ramírez, dit Carlos Chávez, est un compositeur mexicain, né à Popotla (aujourd'hui un quartier de Mexico) le 13 juin 1899 et mort à Mexico le 2 août 1978. Sa production musicale comprend 5 ballets, 6 symphonies, 4 concertos, 40 œuvres lyriques, 70 pièces pour piano, 23 pièces pour musique de chambre et 3 œuvres pour orchestre. Son travail en tant que compositeur, réalisateur, manager et organisateur a touché de larges niveaux de la vie musicale du pays et en même temps généré d'importants liens internationaux pour donner de la visibilité à la musique mexicaine.

## Biographie
Son grand-père paternel, José Maria Chavez Alonso, fut gouverneur d’Etat de Aguascalientes et exécuté sur ordre de l’Empereur Maximilien en 1864. Son père, Augustin Chavez inventa un type de charrue qui fut produit et utilisé aux Etats-Unis. De son grand-père maternel il hérite du sang indien et est donc né dans une famille créole.
Né dans une localité aujourd'hui intégrée à Mexico, Carlos Chávez étudie le piano avec Pedro Luis Ogazón et l'harmonie avec Juan B. Fuentes et Manuel Ponce. En 1922-1923, il voyage en France, en Autriche et en Allemagne. De retour au Mexique, il organise des concerts pour faire connaître les œuvres de Stravinsky, Schoenberg, Satie, Milhaud et Varèse. De 1926 à 1928, il vit à New York. En 1928, il fonde l'Orquesta Sinfónica de Mexico qui va créer de nombreuses œuvres de compositeurs mexicains.
Entre les années 1928 et 1934, Chávez était directeur du  conservatoire national.  Au cours de ce poste, il découvrira un nouveau programme d'études mettant l'accent sur l'étude de la musique folklorique et populaire du Mexique. Chávez a également plaidé pour la collecte et le catalogage de la musique et de la littérature autochtones.
En 1949 l'orchestre prend le nom d'Orquesta Sinfónica Nacional. Chávez est directeur du Conservatorio Nacional de Música entre 1928 et 1935, puis directeur général de l'Instituto Nacional de Bellas Artes de 1946 à 1952. En 1958-1959, Chávez est maître de conférences à l'université Harvard. Il fut nommé membre honoraire de l’American Academy of Arts and Sciences et de l’American Institute of Arts and Letters.

## Style
Moins révolutionnaire, plus institutionnel que son cadet de six mois Silvestre Revueltas, Carlos Chávez est alors le compositeur le plus influent de son pays. Ses compositions vont du ballet, de la symphonie, des concertos, Ses œuvres reflètent des éléments inspirants de son héritage mexicain, espagnol et indien. Au cours de cette ère post-révolution mexicaine, Chávez a joué une présence croissante dans la musique occidentale.
Orchestrateur hors pair (ses six symphonies sont des modèles du genre) il cultive un langage raffiné et classique. Il a écrit près de deux cents opus, dont nombre de ballets et un opéra. Au niveau de son langage musical, on peut le rapprocher d'Arthur Honegger, voire (en tenant également compte de son action de régent de la vie musicale - créateur de conservatoires, concepteur de festivals, chapeauteur de prix...), de Marcel Landowski.

## Œuvres musicales
- Sinfonía para orquestra (1916)
- Cantos di Mexico (1933)
- Sinfonía de Antígona (Symphonie no 1, 1933)
- Chapultepec, ouverture républicaine (1935)
- Sinfonía India (Symphonie no 2, 1935)
- Concerto pour 4 cors et orchestre (1937)
- Concerto pour piano et orchestre (1938)
- Zarabanda pour orchestre à cordes (1943)
- La Híja de Cólquide, ballet (1943)
- Toccata pour orchestre (1947)
- Concerto pour violon et orchestre (1948)
- Symphonie no 3 (1951)
- Baile (1953)
- Sinfonía Romántica (Symphonie no 4, 1953)
- Symphonie no 5 pour orchestre à cordes (1953)
- Symphonie no 6 (1961)
- Paisajes Mexicanos (1973)

## Écrits
Outre de nombreuses pièces de musique, Chávez est l'auteur d'un livre : 
- Toward a New Music : Music and Electricity (New York, 1937).

Il est aussi l'auteur de nombreux articles.